# Save Me (canción de BTS)
«Save Me» es una canción grabada por la boy band surcoreana BTS, lanzada el 2 de mayo de 2016 por Big Hit Entertainment, como sencillo de su primer álbum recopilatorio The Most Beautiful Moment In Life: Young Forever. Una versión en japonés de la canción fue publicada posteriormente el 7 de septiembre con el disco Youth, por el sello Universal Music Japan y  Virgin Music-Def Jam Recordings.

## Composición
La canción fue escrita pro Pdogg, Ray Michael Djan Jr, Ashton Foster, Samantha Harper, RM, Suga, y J-Hope; Pdogg fue el productor principal. Está en la clave de D♭ mayor y tiene 140 beats por minuto.

## Vídeo musical
El vídeo musical de «Save Me» fue lanzado el 15 de mayo; este fue grabado en una sola toma. La coreografía fue realizada por The Quick Style Crew y el vídeo fue producido y dirigido por GDW.

## Desempeño comercial
BTS encabezó la Billboard World Digital Songs con «Save Me», que desplazó a su sencillo anterior «Fire». El vídeo de la canción se posicionó en el segundo puesto de la lista Los vídeos de K-Pop más vistos en Estados Unidos, en el mundo: mayo de 2016, publicada por Billboard.

## Promoción
BTS decidió promover la canción en programas de música solamente por una semana, por lo que se presentaron en Mnet, KBS, MBC y SBS. De acuerdo con sus planes para seguir con sus actividades individuales, presentaciones y eventos en el extranjero, comenzaron el 12 de mayo en M! Countdown . El tema también fue interpretado en los MBC Plus X Genie Music Awards 2018.

## Créditos y personal
Los créditos están adaptados de las notas del CD The Most Beautiful Moment In Life: Young Forever.
- Pdogg- productor, teclado, sintetizador
- "hitman"bang"- productor
- Rap Monster- productor
- Suga- productor
- Devine Channel- productor
- Jungkook- coro
- Slow Rabbit- arreglo vocal y de rap, ingeniero de audio @ Carrot Express
- Sam Klempner- ingeniero de mezcla

## Posicionamiento en listas

### Semanales
| Lista (2016)                              | Mejor posición |
| ----------------------------------------- | -------------- |
| Corea del Sur (Gaon Digital Chart)        | 19             |
| Estados Unidos (World Digital Song Sales) | 2              |
| Finlandia (Suomen virallinen lista)       | 23             |

## Certificaciones y ventas
| Japón (RIAJ) | Plata | 30 000 000 |

## Historial de lanzamiento
| País   | Fecha                   | Formato          | Versión    | Sello                          |
| ------ | ----------------------- | ---------------- | ---------- | ------------------------------ |
| Varios | 2 de mayo de 2016       | descarga digital | En coreano | Big Hit                        |
| Varios | 7 de septiembre de 2016 | descarga digital | En japonés | Universal Music Japan, Def Jam |